# Axel Hartmann (Designer)

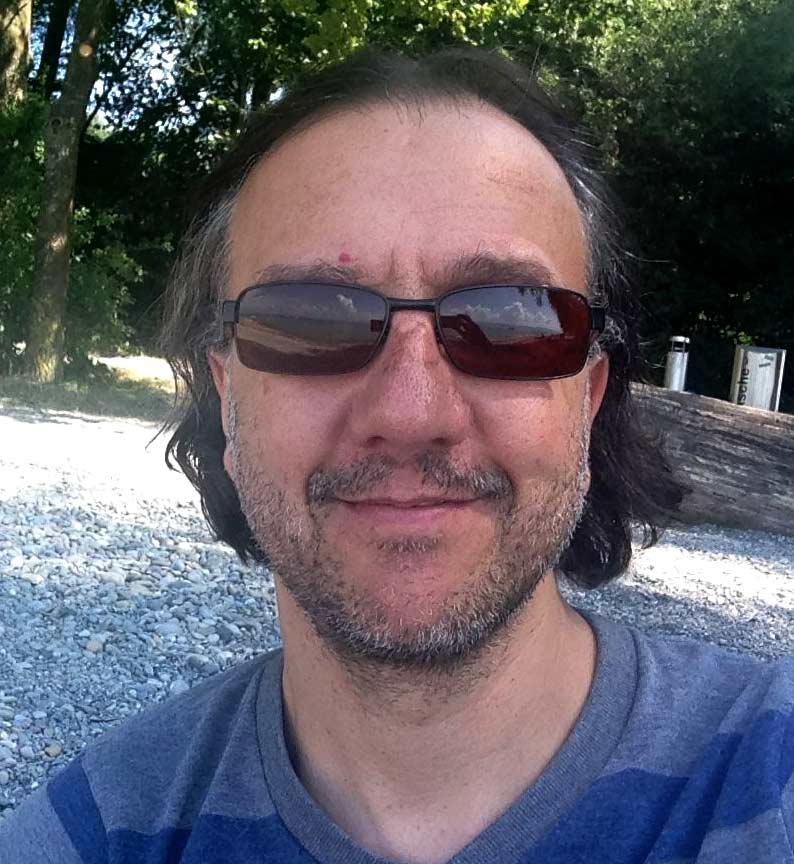
Axel Hartmann 2013

Axel Hartmann ist ein deutscher Industriedesigner, der mit der Gestaltung von Synthesizern Bekanntheit in der Branche erlangt hat. Er war auch Gründungsmitglied des Synthesizer-Herstellers Hartmann Music und des Design-Unternehmens Designbox und entwickelte basierend auf Technologie der Firma Prosoniq den Neuron Synthesizer.
Nach einem vierjährigen Studium zum Produktdesigner in Saarbrücken wurde Hartmann 1989 von Waldorf Synthesizer als Designer angestellt. Sein erster Auftrag war das Design des Waldorf Microwave, der in der Branche zu einem Klassiker geworden ist. In den folgenden Jahren war er für die Gestaltung der gesamten Produktepalette von Waldorf verantwortlich. Für den Waldorf Wave erhielt er neben verschiedenen Design-Preisen auch den red dot design award.
Nachdem sich Axel Hartmann selbständig gemacht hatte, half er als letzten Auftrag für Waldorf bei der Ausgestaltung des Waldorf Q. Daneben kontaktierte er verschiedene große Hersteller und kam so auch an den Auftrag, den Alesis Andromeda A6 zu gestalten. Auf einer Musikmesse in den USA wurde er von Arturia angesprochen und erhielt später die Aufgabe, die grafischen Benutzerschnittstellen ihrer Software-Synthesizer auszuarbeiten.
Nach über 10 Jahren als Designer für andere Unternehmen entschied er sich zur Entwicklung eines eigenen Synthesizers. Zusammen mit Stephan Bernsee erarbeitete er das Konzept für einen Synthesizer mit einer neuartigen Klangsynthese. 2000 gründete er das Unternehmen Hartmann Music und brachte den Neuron Synthesizer auf den Markt, dessen Parameter keine feste Zuordnung haben und der auf einer lernfähigen Software aufsetzt. Auch eine Software-Version kam auf den Markt. Hartmann sagt aber selbst, dass der Synthesizer zwar sehr gut klingt, aber nie den gewünschten Entwicklungsstand erreicht hat.
Parallel zur Arbeit am Neuron arbeitete Hartmann weiterhin für andere Unternehmen. Eines der bekanntesten Produkte aus dieser Zeit ist der Moog Minimoog Voyager.
Er gründete ebenfalls mit seinem ehemaligen Studienkollegen Stephan Leitl das Design-Unternehmen Design Box und arbeitete neben weiteren Aufträgen für die Synthesizer-Branche (wie der Access Virus TI) auch für verschiedene Unternehmen aus unterschiedlichen Bereichen. 2019 begann er die Entwicklung des Babylon-Synthesizers.
Insgesamt hat Hartmann mehr als 200 Musikinstrumente designed.